# دينغ لينلين
دينغ لينلين (بالصينية: 邓琳琳) هي لاعبة جمباز فني صينية ولدت في يوم 21 أبريل 1992 في مقاطعة ليجين في الصين. أبرز إنجازاتها هو فوزها بالميدالية الذهبية في دورة الألعاب الأولمبية الصيفية 2008 في بكين في منافسة الفرق، وبالميدالية الذهبية في دورة الألعاب الأولمبية الصيفية 2012 في لندن في منافسة منصة التوازن. وفازت أيضاً بثلاثة ميداليات ذهبية وفضية وبرنزية في بطولة العالم.